# Juliane Seifert

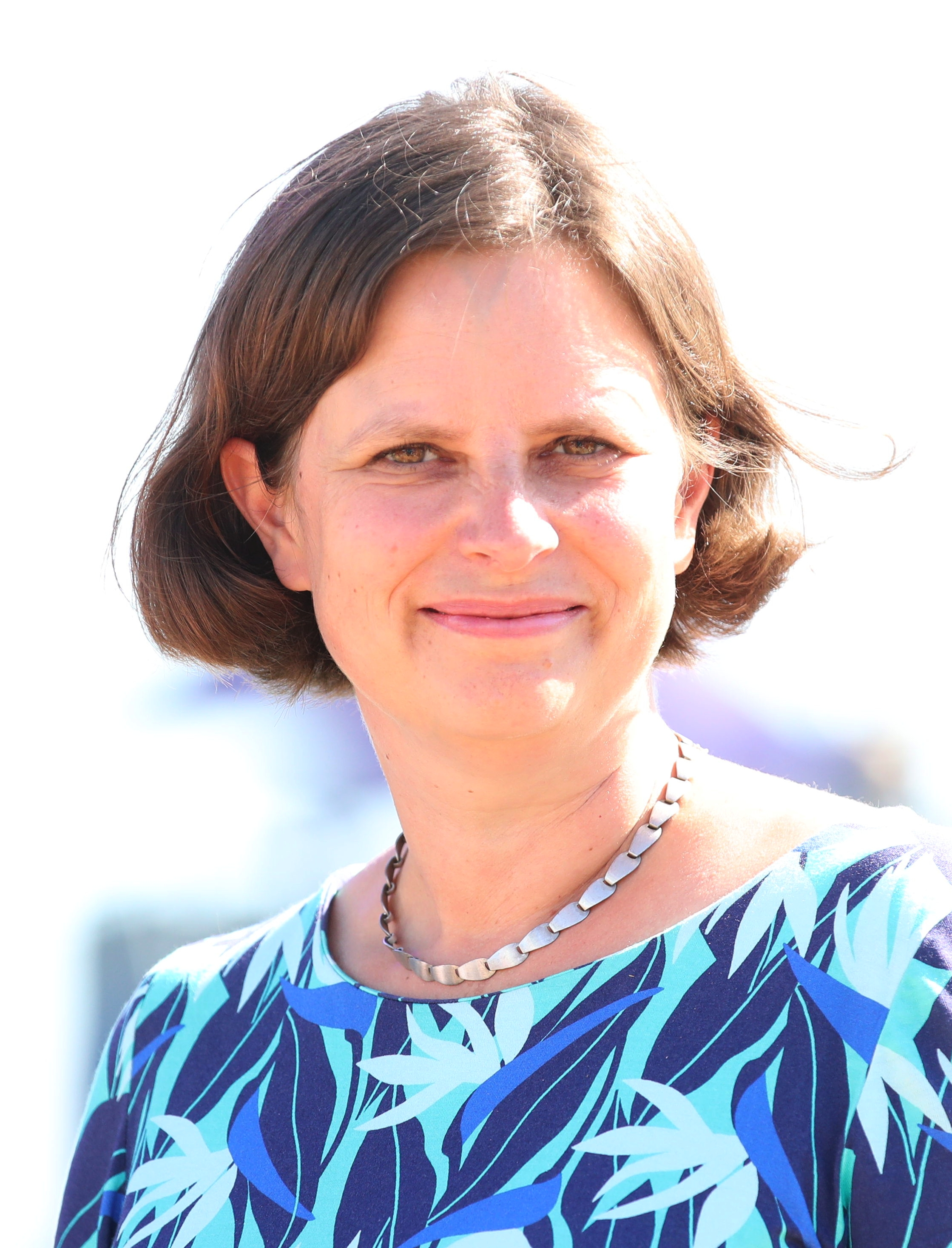
Juliane Seifert (2022)

Juliane Seifert (* 16. Januar 1978 in Kiel) ist eine deutsche politische Beamtin. Sie war von Dezember 2021 bis Mai 2025 Staatssekretärin im Bundesministerium des Innern und für Heimat und davor von März 2018 bis Dezember 2021 Staatssekretärin im Bundesministerium für Familie, Senioren, Frauen und Jugend.

## Leben

### Ausbildung und Beruf
Seifert wurde am 16. Januar 1978 in Kiel geboren. Sie legte 1997 ihr Abitur am Bayreuther Gymnasium Christian-Ernestinum ab. Seifert studierte von 1997 bis 2000 an der Heinrich-Heine-Universität Düsseldorf Neuere und Neueste Geschichte, Alte Geschichte und Politikwissenschaft. Von 2000 bis 2004 setzte sie an der Humboldt-Universität zu Berlin ihre Studien fort, die sie dort mit dem Magistra Artium abschloss. Von 2002 bis 2003 belegte sie im Rahmen des Erasmus-Programms an der italienischen Universität Florenz die Fächer Neuere und Neueste Geschichte und Politikwissenschaft.
2005 arbeitete sie als freie Mitarbeiterin für das Büro der Friedrich-Ebert-Stiftung in Sarajevo. In dem Jahr gab sie mit Hubertus Heil das Buch Soziales Deutschland heraus.
2005 bis 2006 war Seifert Büroleiterin der sozialdemokratischen Abgeordneten Katja Mast im Deutschen Bundestag. Von 2006 bis 2011 war sie für den Beauftragten der Bundesregierung für die Neuen Bundesländer im Bundesministerium für Verkehr, Bau und Stadtentwicklung (2006–2009) bzw. im Bundesministerium des Innern (2009–2011) als Referentin im Referat „Arbeit, Soziales, Fachkräfte“ tätig.
Von 2007 bis 2008 studierte Seifert an der École nationale d’administration, der Université Paris 1 Panthéon-Sorbonne und der Universität Potsdam und schloss ihre Studien mit dem deutsch-französischen „Master of European Governance and Administration“ ab.
2011 bis 2013 war Seifert Referatsleiterin für Arbeit, Soziales, Gesundheit und Demografie in der Vertretung des Landes Rheinland-Pfalz beim Bund. Daneben hatte sie im Wintersemester 2011/2012 einen Lehrauftrag am Lehrstuhl für Politikwissenschaft, Verwaltung und Organisation der Universität Potsdam inne. Von 2013 bis 2016 leitete sie das Referat „Politische Planung und gesellschaftliche Analysen“ in der Staatskanzlei des Landes Rheinland-Pfalz.
Am 24. April 2016 wurde sie auf Vorschlag der SPD-Generalsekretärin Katarina Barley vom SPD-Parteivorstand zur Bundesgeschäftsführerin der Partei gewählt. Mitte Mai 2016 trat sie diesen Posten an.
Ende Oktober 2017 legte Seifert ihr Amt als Bundesgeschäftsführerin nieder, nachdem der SPD-Parteivorsitzende Martin Schulz ohne ihr Wissen Gespräche über eine Neubesetzung geführt hatte.

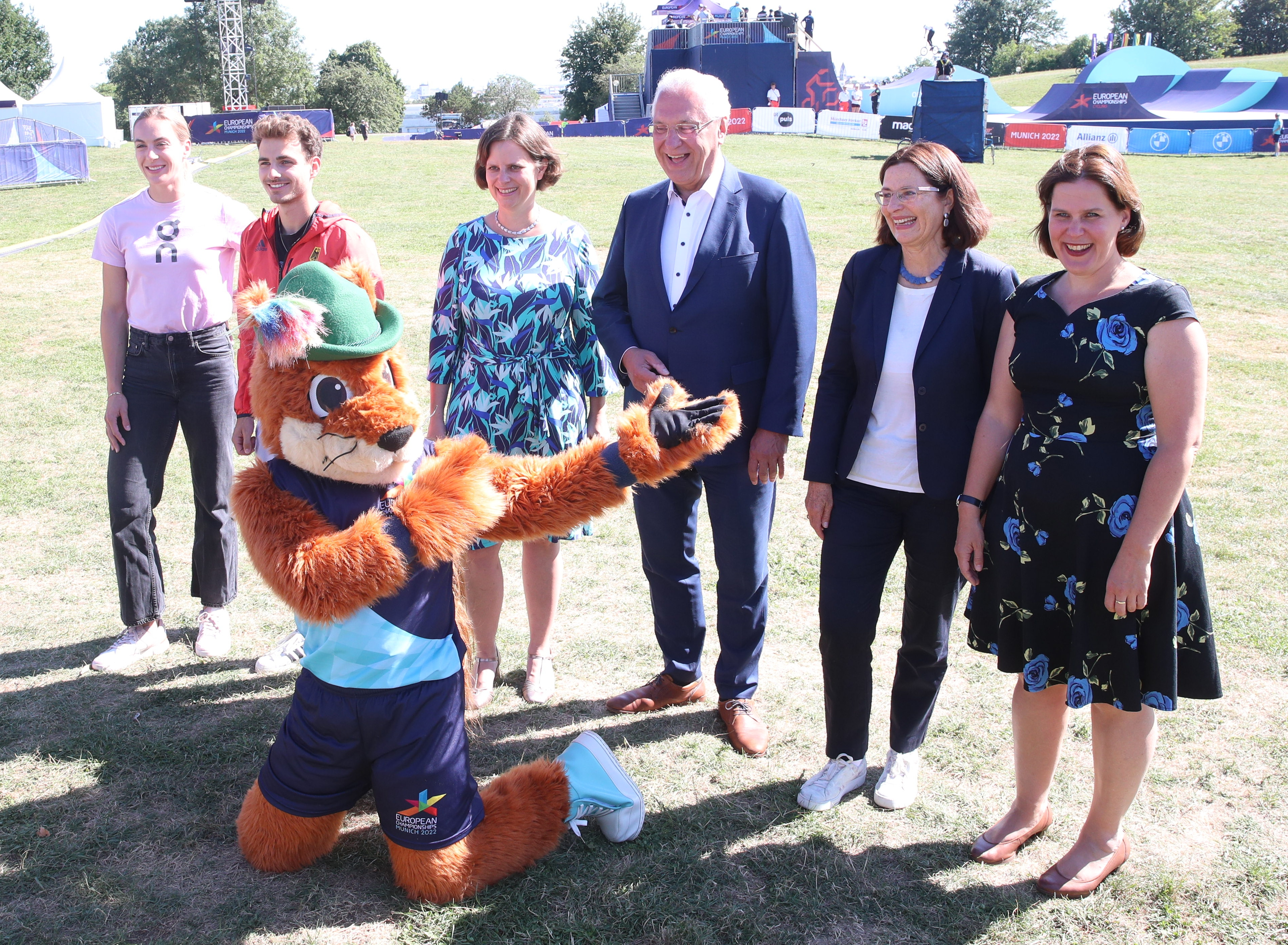
Juliane Seifert bei der Eröffnungspressekonferenz der European Championships 2022 in München

Von Dezember 2021 bis Mai 2025 war Seifert Staatssekretärin im Bundesministerium des Innern und für Heimat. Davor war sie von März 2018 bis Dezember 2021 Staatssekretärin im Bundesministerium für Familie, Senioren, Frauen und Jugend.
Seifert wohnt in Berlin.

### Engagement in Politik und Gesellschaft
Von 1998 bis 1999 engagierte sich Seifert als stellvertretende Vorsitzende des Allgemeinen Studierendenausschusses der Heinrich-Heine-Universität Düsseldorf. 1999 bis 2002 war sie zudem Mitglied im Bundesvorstand der Juso-Hochschulgruppen. Für diesen war Seifert auch von 2001 bis 2002 beratendes Mitglied im Parteivorstand der SPD. 2000 bis 2002 war sie Kuratoriumsmitglied des Wissenschaftsforums der Sozialdemokratie.
2008 bis 2009 war sie als Associate in der Projektgruppe „Generationengesellschaft D“ der Stiftung Neue Verantwortung tätig.

## Rezeption
Seifert galt zu ihrer Zeit in der rheinland-pfälzischen Staatskanzlei als „rechte Hand“ der Ministerpräsidentin Malu Dreyer. Ihr wird eine maßgebliche Rolle beim überraschend erfolgreichen Wahlkampf der Landes-SPD mit Dreyer als Spitzenkandidatin bei der Landtagswahl in Rheinland-Pfalz 2016 zugeschrieben. Diese Wahlkampferfahrung habe sie für die Bundestagswahl 2017 einbringen sollen, um die in Umfragen zum Zeitpunkt ihrer Wahl schwach dastehende SPD erfolgreich abschneiden zu lassen. Seifert gilt in Berlin als gut vernetzt.